# Котлін (Великопольське воєводство)
Котлін (пол. Kotlin) — село в Польщі, у гміні Котлін Яроцинського повіту Великопольського воєводства.
Населення — 3093 особи (2011).
У 1975-1998 роках село належало до Каліського воєводства.

## Демографія
Демографічна структура станом на 31 березня 2011 року:
|          | Загалом | Допрацездатний вік | Працездатний вік | Постпрацездатний вік |
| -------- | ------- | ------------------ | ---------------- | -------------------- |
| Чоловіки | 1537    | 318                | 1088             | 131                  |
| Жінки    | 1556    | 307                | 980              | 269                  |
| Разом    | 3093    | 625                | 2068             | 400                  |